# Yongsheng
Yongsheng (xinès tradicional: 永勝縣, xinès simplificat: 永胜县, pinyin: Yǒngshèng Xiàn, lit: perpètua victòria) és un Xian, que és el nom que reben les circumscripcions administratives de la Xina. Se situa a nord-oest de la província de Yunnan i està sota l'administració directa de la ciutat-prefectura de Lijiang. El 2019, el comtat tenia 406.757 habitants, incloent un 34,42% de minories ètniques.
El llac Chenghai es troba a Yongsheng. Yongsheng té una forta producció agrícola que consisteix especialment en fruites com la magrana, taronges, raïm, mango i poma de sucre.